# Willem C. Schuylenburg
Willem C. Schuylenburg, eigentlich Wilhelmus Cornelis Schuylenburg, (* 2. Oktober 1875 in Vlissingen; † 26. Juni 1945 in Utrecht) war ein niederländischer Archivar und Museumsleiter.

## Leben
Schuylenburg studiert Jura an der Universität Leiden. Ab dem 15. Januar 1900 arbeitete er am Stadtarchiv von Utrecht, wo er am 1. Juli 1900 zum Rechtsreferenten ernannt wurde. Als Jacobus Acquoy (1866–1935) zum Gemeindearchivar von Deventer berufen wurde, trat Schuylenburg vorübergehend dessen Nachfolge in Utrecht an. Zum 1. Januar 1919 wurde er als Nachfolger von Samuel Muller Fz. (1848–1922) Direktor des Archivs und gleichzeitig Direktor des Centraal Museums in Utrecht. Zum 31. Dezember 1940 trat er in den Ruhestand. Er arbeitete von 1924 bis 1944 als Redakteur für die Zeitschrift Jaarboekje van Oud-Utrecht. Gemeinsam mit Carla de Jonge der damaligen Kuratorin des Museums, erstellte er 1928 einen Katalog des Historischen Museums der Stadt. 1933 folgte ein gemeinsam erstellter Katalog der Malerei unter dem Titel Catalogus der schilderijen.